# Brachystelma exile
Espèce
Statut de conservation UICN

 EN B2ab(iii); D : En danger
Brachystelma exile Bullock est une espèce de plantes à fleurs de la famille des Apocynaceae et du genre Brachystelma, présente en Afrique tropicale.

## Description
C'est petite herbe pérenne tubéreuse.

## Distribution
En danger critique d'extinction du fait de sa relative rareté, l'espèce a été observée au Cameroun (Région de l'Adamaoua), au sud-est du Nigeria et en République centrafricaine.